# العصرة (جحانة)

تعديل مصدري - تعديل

العصرة هي إحدى قرى عزلة قروى بمديرية جحانة التابعة لمحافظة صنعاء، بلغ تعداد سكانها 835 نسمة حسب تعداد اليمن لعام 2004.